# 雪松国际信托
雪松国际信托股份有限公司是一家总部位于南昌的中国金融控股集团，成立于2003年，注册资本约30.05亿元，经营范围包含：资金信托、动产信托、不动产信托等。

## 发展历史
中江国际信托股份有限公司为雪松国际信托股份有限公司的前身，成立于1981年6月。
2003年3月，原江西省国际信托投资公司、江西省发展信托投资股份有限公司、江西赣州地区信托投资公司以新设合并方式组建。
2012年10月，江西国际信托股份有限公司更名为中江国际信托股份有限公司，公司注册资本人民币30.05亿元。
2012年12月28日，经江西银监局核准原江西国际信托股份有限公司更名为"中江国际信托股份有限公司";英文名称相应变更为"Zhong Jiang International Trust Co.,Ltd."。
2019年4月22日，雪松控股集团有限公司收购中江国际信托股份有限公司71.3005%股权完成中国工商注册变更登记。
2019年6月25日，“中江国际信托股份有限公司”更名为“雪松国际信托股份有限公司”。

## 企业事件
2022年7月22日，雪松国际信托被中国银保监会江西监管局罚金额达440万元，涉案由共4项，包括：违规投资设立非金融子公司并开展关联交易；未有效履行管理职责；违规发放自有资金贷款且关联交易未报告；违规向地方政府提供融资及接受地方政府担保。